# Roberto Santilli
Roberto Santilli (ur. 22 lutego 1965 w Rzymie) – włoski trener siatkarski i siatkarz, grający na pozycji rozgrywającego.

## Sukcesy trenerskie

### klubowe/reprezentacyjne
| Klub/Reprezentacja           | Osiągnięcie                 | Trofeum       | Sezon/Rok                      |
| Reprezentacja Włoch Juniorów | Mistrzostwa Europy Juniorów | złoto         | 2002                           |
| Jastrzębski Węgiel           | Puchar Challenge            | srebro        | 2008/2009                      |
| Jastrzębski Węgiel           | Mistrzostwo Polski          | srebro · brąz | 2009/2010 2008/2009, 2018/2019 |
| Jastrzębski Węgiel           | Puchar Polski               | złoto         | 2009/2010                      |
| Iskra Odincowo               | Mistrzostwo Rosji           | brąz          | 2011/2012                      |
| Andreoli Latina              | Puchar Challenge            | srebro        | 2013/2014                      |
| Ziraat Bankası Ankara        | Superpuchar Turcji          | złoto         | 2021                           |